# Essai Porchet
Pour les articles homonymes, voir Porchet.
L'essai Porchet d'infiltration de l'eau dans le sol consiste à creuser un trou dans un sol, puis à le saturer d'eau pendant un certain temps.
Ensuite on maintient le niveau d'eau constant dans ce trou (en continuant à y verser de l'eau) et on mesure le volume d'eau qui s'infiltre dans le sol, pendant un certain temps.
Cet essai est utilisé pour mesurer l'aptitude d'un sol à l'assainissement autonome. C'est un essai normalisé. Son principe est donné dans un document appelé DTU.

## Protocole
Voici le protocole opératoire du test de perméabilité à niveau constant :
1. Creuser un trou de diamètre déterminé, soit à l'aide d'une tarière manuelle (diamètre 150 mm de préférence), soit à l'aide d'une bêche (trou carré de 30 cm par 30 cm ; largeur l ci-dessous) et sur une profondeur de 70 cm. Cette profondeur de 70 cm est considérée comme la profondeur d'infiltration dans le cas d'infiltration d'eaux usées par le sol (tranchées filtrantes ou lit d'épandage).
2. Pendant une période de 4 heures, maintenir, à l'aide d'un tuyau d'arrosage ou de bonbonnes d'eau, un niveau d'eau à 25 cm au-dessus du fond de trou soit à 45 cm de la surface (hauteur h ci-dessous). Cette opération a pour objet de replacer le sol dans les conditions de saturation en eau telles qu'elles seraient observées lors du fonctionnement d'une installation d'assainissement.
3. Au bout de ces 4 heures, mesurer (à l'aide d'une bouteille d'eau graduée par exemple) la quantité d'eau à rajouter pour maintenir le niveau d'eau constant (h = 25 cm du fond de trou ou 45 cm de la surface) et ceci pendant une durée de 10 minutes.

La valeur du coefficient de perméabilité K est donnée par : K (mm/h) = volume d'eau rajouté en 10 minutes (litres) x 6 / surface mouillée (m2). 
Dans le cas d'un trou carré de largeur l réalisé à l'aide d'une bêche, le calcul de la surface mouillée est donné par : 
Sm (m2) = l2 + 4 × l × h
Avec h = 0,25 m (si par exemple l = 0,30 m ; Sm = 0,39 m2)
Dans le cas d'un trou rond de diamètre d réalisé à l'aide d'une tarière, le calcul de la surface mouillée est donné dans ce cas par : 
Sm (m2) =  π × r2 + 2 x π × r × h = π × r (r + 2 h)
Avec π = 3,141 592 et h = 0,25 m (si par exemple d = 150 mm alors Sm = 0,14 m2)
Pour obtenir K en m/s on divise simplement K en mm/h par 3 600 000, exemple : 
80 mm/h = 80/3600/1000 m/s soit 2,22.10-5 m/s